# 시랍
시랍(屍蠟, adipocere 애디퍼시어[*], corpse wax, grave wax, mortuary wax)은 생체조직의 지방, 특히 송장의 체지방이 혐기성 세균에 의해 가수분해되어 생성된 밀랍과 유사한 물질이다. 시랍이 형성되는 과정을 시랍화라 한다. 시랍화가 이루어질 경우 부패가 일어나지 않아 송장이 마치 밀랍인형처럼 보존되게 된다.

## 같이 보기
- 부패
- 비누화